# Tritia lima
Tritia lima is een slakkensoort uit de familie van de fuikhorens (Nassariidae). De wetenschappelijke naam van de soort werd in 1817 voor het eerst geldig gepubliceerd door Dillwyn.